# Lucius Cornelius Lentulus (Konsul 327 v. Chr.)
Lucius Cornelius Lentulus war ein römischer Senator, Politiker und Militär.
Lucius Cornelius Lentulus ist der erste bekannte Vertreter des Zweiges der Lentulier der Familie der Cornelier. 327 v. Chr. bekleidete er zusammen mit Quintus Publilius Philo das Amt des Konsuls. In dieser Eigenschaft führte er die Römer im Kampf gegen die Samniten, während sein Amtskollege Palaeopolis belagerte.
Nach einer bei Titus Livius überlieferten, erfundenen Geschichte soll er 321 v. Chr. nach der schmachvollen Niederlage der Römer bei Caudium während des 2. Samnitenkrieges zur Kapitulation geraten haben. 320 v. Chr. war Lentulus nach der römischen Tradition einer von drei in diesem Jahr nacheinander ernannten Diktatoren.
Die frühere Annahme, er habe das Cognomen Caudinus getragen, wird heute abgelehnt.